# Làng Nhì
Làng Nhì là một xã thuộc huyện Trạm Tấu, tỉnh Yên Bái, Việt Nam.

## Địa lý
Xã Làng Nhì có vị trí địa lý:
- Phía đông giáp xã Tà Si Láng
- Phía tây giáp xã Pá Hu
- Phía nam giáp xã Bản Mù và tỉnh Sơn La
- Phía bắc giáp xã Phình Hồ.

Xã Làng Nhì là một xã đặc biệt khó khăn của huyện Trạm Tấu, có tổng diện tích tự nhiên là 7.161,7 ha, địa hình đồi núi dốc, giao thông đi lại gặp nhiều khó khăn. Toàn xã 422 hộ = 2.315 khẩu khẩu, đồng bào Mông chiếm 99,7%, sinh sống rải rác ở 5 thôn.
- Ban Chấp hành Đảng bộ xã gồm 10 đồng chí. Trong đó nữ 01 đồng chí, dân tộc là 10 đồng chí; Ban Thường vụ Đảng ủy có 03 đồng chí. Về trình độ chuyên môn Đại học 10 đ/c, chiếm 100%. Trình độ lý luận chính trị: Cao cấp 02 đ/c chiếm 20%, trung cấp là 08 đ/c chiếm 80,0%. Uỷ ban kiểm tra đảng uỷ gồm 3 đồng chí. Đảng bộ xã có 08 chi bộ trực thuộc, trong đó 05 chi bộ nông thôn; 01 chi bộ Công an; 01 chi bộ Quân sự, 01 chi bộ giáo dục - Y tế; Tổng số đảng viên toàn Đảng bộ là 139 đảng viên (trong đó: đảng viên chính thức132 đồng chí, đảng viên dự bị 07 đồng chí).

## Hành chính
Xã Làng Nhì được chia thành 5 thôn: Làng Nhì, Háng Đay, Đề Chơ, Tà Chơ, Chống Tầu.